# Total Analysis System
Total Analysis System - TAS (Sistemul de analiză totală) descrie un dispozitiv care automatizează și include toate etapele necesare pentru analiza chimică a unui eșantion, de exemplu, prelevarea de probe, transportul acestora, filtrarea, diluția, reacțiile chimice, separarea și detecția.
O nouă tendință actuală este crearea de Micro Total Analysis Systems - µTAS. Un astfel de sistem micșorează un întreg laborator până la un laborator pe cip de mărimea unui cip. Datorită dimensiunilor sale foarte mici, un astfel de sistem poate fi plasat în apropierea unui loc de prelevare a probelor. De asemenea, poate fi foarte eficient din punct de vedere al costurilor, având în vedere tehnologiile cipurilor, dimensiunile eșantioanelor și timpul de analiză. De asemenea, reduce expunerea personalului de laborator la substanțe chimice toxice, ceea ce reprezintă un avantaj în plus față de tehnicile convenționale. Un alt avantaj al acestei tehnologii este acela că kiturile de diagnosticare la punctul de utilizare care nu necesită tehnicieni calificați în timpul evenimentelor epidemice și, astfel, ajută la salvarea a milioane de vieți.
Termenul µ-TAS a fost inventat în 1990 de oamenii de știință de la Ciba-Geigy AG (Basel).